# Пулс
Пулс, било, пулсни талас или артеријски пулс је ритмичка осцилација у артеријском зиду због повећања притиска унутар артерија током систоле срца или контракције срчаног мишића комора и преткомора. Када срце током систоле потисне крв кроз аорту долази до повећања притиска у артеријском систему. Кинетичка енергија кретања крви претвара се у потенцијалну енергију која растеже зидова аорте. Током дијастоле, истегнути зидови аорте се враћају у првобитни положај и потенцијална енергија растегнутих зидова претвара се у кинетичку енергију кретања крви, што омогућава кретање крви кроз артерије и током дијастоле. Истицање крви током дијастоле, смањује притисак у аорти. Ново потискивање крви следи са новом срчаном контракцијом и стално се понавља у одређеним временским размацима. На овај начин се постиже континуирани прилив крви у ткива и органе.
Пулсна осцилација артеријског зида која започиње у почетном делу аорте и простире се периферно, према артериолама. Притисак артеријског пулса који настаје у артеријама током срчаног циклуса, креће се брже од крви, зато што је крв нестишљива, а крвни судови еластични. „Комбинација отпора у артериолама и комплијансе „гаси“ пулс, тако да на нивоу капилара пулс потпуно ишчезава.“
Артеријски пулс се изражава бројем откуцаја у минути. Код већине здравих одраслих особа број откуцаја срца, за време мировања, креће се између 60 и 80 у току једног минута. Током спавања он може да падне на 40 откуцаја, док се за време активности повећава. Код новорођенчади и деце број откуцаја је виши. На пулсне осцилације у артерија утичу и страх, разни лекови, стрес, конзумирање кафе и алкохол, пушење дувана итд.

## Значај
Број срчаних откуцаја и квалитет артеријског пулса често се користе у дијагностици као један од показатеља функције одређених система болесника, посебно у оним стањима и болестима која су везана за кардиоваскуларни систем.
Испитивање артеријског пулса пипањем (палпацијом) као и инструменталном методом, регистровањем сфигмограма пружа драгоцене податке о функционисању кардиоваскуларног система. Ова испитивања омогућавају;
- Процену постојање или одсуства срчане активности (престанак рада срца)
- Одређивање учесталости срчаних контракција, карактеристике ритма (ритмички или аритмички рад срца), постојање сужење или зачепљење периферних артерија (нпр откривањем разлике у квалитету пулса између два уда) итд.

флуктуације артеријског пулса могу имати физиолошку природу, као што је то случај код респираторних аритмија, која се манифестује повећањем пулса у току удаха (инспиријума) и смањењем за време издаха (ексипријума), што је доста чест случај код младих особа, или патолошку природу.
Интензитет пулса (чврсти или меки пулс) одређује се величином силе која мора да се примени на зид крвног суда у дисталном делу артерије. Напонски импулс пулса у извесној мери одражава средњи крвни притисак.
Одсуство артеријског пулса (болесник без пулса) указује на изразити поремећај у артеријској циркулацији, артерије која се пипа.

## Физиологија
Клаудије Гален је био можда први физиолог који је описао пулс. Пулс је сврсисходна тактилна метода одређивања систолног крвног притиска обученом посматрачу. Дијастолни крвни притисак је непалпабилан и неприметан тактилним методама, јавља се између откуцаја срца.
Пулсни талас или осцилаторне промене у обиму или пречнику артерија, настају због повећања притиска произведеног у аорти у време избацивања крви из срчане коморе. У том тренутку, притисак у аорти нагло расте и њен зид се шири. Током срчаног циклуса притисак у артеријама осцилира између максималног систолног и минималног дијастолног притиска. Притисак пулса (ПП) представља разлику између систолног и дијастолног притиска;
Притисак пулса зависи од ударног волумена, брзине ејекције и комплијансе артерија (C=ΔV/ΔP).
Талас повећаног притиска и напетости изазван овим вибрацијама васкуларног зида је на одређеном нивоу у аорти на изласку из срца. Од аорте до артериола и капилара, на периферији, он се постепено смањује и на крају артеријског система скоро до потпуно пада а пулс престаје.
Максимална линеарна брзина осцилација зида које се шири кроз зид артерија према периферији приказана је на табели;
| Аорта   | Велике артерије | Мале артерије |
| ------- | --------------- | ------------- |
| 3–5 m/s | 7–10 m/s        | 15–35 m/s     |

Пулсни талас не зависи од брзине крви. Ове вредности углавном се срећу код младих и особа средњих годинама са нормалним крвним притиском и нормално еластичношћу крвних судова. Са годинама, смањењује се еластичност васкуларног зида и пулсни талас, посебно у аорти се повећава.

## Одређивање артеријског пулса
Одређивање артеријског пулса може се вршити на два начина; пипањем (палпаторно) и применом посебних уређаја конструисаних за ту намену (сфигмографа).

### Одређивање артеријског пулса сфигмографом
За праћење и детаљну анализу појединачних осцилација артеријског пулса и његових варијација произведен је посебан уређај познат под називом сфигмограф, који приказује графички запис манифестације пулсних осцилација. Испитивање облика криве пулса артерија, на графичком запису као и синхроно регистровање пулса две артерије, има дијагностички значај у клиничком раду.
У пракси се користе две врсте сфигмографије;
Директна сфигмографија — којом се региструју пулсне осцилације зида артеријског суда испод пелоте или левка сфигмографа.
Волуменска сфигмографија — којом се помоћу пнеуматске манжетне обмотане око дела уда, региструју волуменске промене изазване проласком пулсног таласа кроз артерије.
Крива пулса аорте и централних артерија се разликује од криве пулса периферних артерија, као што су радијална, бутна артерија, и друге артерије. Крива пулса у великим артеријама (аорта) почиње предсистолним таласом, који одговара изоволуметријском скраћењу леве коморе, иза којег следи главниталас пулса узрокован убацивањем крви у аорту. Усходни део главног таласа се назива анакрот, а нисходни катакрот.
- Анакрот је резултат повећања дијаметра артерије услед повећања притиска у њој. Настаје у фази истискивања крви и поклапа се са првим срчаним тоном.
- Катакрот је резултат смањења дијаметра артерије услед смањења притиска (дијастола). На катакроту се налази инцизура (оштар зубац) и дикротни талас. Инцизура настаје у тренутку затварања семилунарних залистака аорте и резултат је краткотрајног, малог повратног тока крви. Дикротни талас је резултат одбијања таласа притиска од затворене аортне валвуле.[7]

Код криве периферног артеријског пулса, анакрот нагло прелази у катакрот на коме се налази дикротни талас.

### Одређивање артеријског пулса пипањем
Испитивање артеријског пулса пипањем (палпацијом), које се може се вршити на различитим артеријама, обавља се прстима испитивача притиском на одређене тачке пацијента на телу. Те тачке су оне испод којих се налази чврста (коштана) подлога или тачке на великим артеријама чије су осцилације јаче.
Стварање различитих утисака о квалитету пулса на додирнутом делу тела, најбоље се остварује врховима јагодица прстију испитивача, (који су најосетљивије на додир). Пулс се пипа обострано и увек је симетричан.
Пулсација артерија у артеријском пулсу могу се врло лако открити додиром изнад површинских артерија на следећим тачкама тела:
- Изнад радијалне артерије подлактице (a. radialis),
- У теменом пределу изнад темпоралне артерији (a. temporalis),
- На врату у пределу каротидне артерије (a. carotis communis),
- На стопалу у пределу дорзалне артерије стопала (a. dorsalis pedis),
- У пределу пазушне артерији (a. axillaris),
- У пределу лакатне артерије (a. brachialis),
- У пределу препонске артерије (a. femoralis),
- У пределу артерије испод зглоба колена (a. poplitea).

## Карактеристике пулса
Испитивање квалитета артеријског пулса у дијагностици најчешће се врши на радијалној артерији. Карактеристике артеријског пулса су; учесталост (фреквенца) пулса, ритам пулса, величина пулса, тврдоћа (тензија) пулса и брзина пулса. Масиван, лаган, променљив, пливајући, потони, дубок, оштар, тврд, затегнут, су такође неке од карактеристика пулса које користе дијагностичари када описују пулс код појединих болести.

### Учесталост (фреквенца) пулса
Учесталост пулса је број пулсних осцилација у једној минути. Како његова учесталост зависи од узраста на доњој табели су приказане нормалне вредности пулса у мировању за поједине категорије људи.
| новорођенчад стара (0 - 3 месеца) | одојчад стара (3 – 6 месеци) | одојчад стара (6 – 12 месеци) | деца стара (1 – 10 година) | деца преко 10 година старости и одрасли, укључујући и сениоре | добро обучени одрасли спортисти |
| --------------------------------- | ---------------------------- | ----------------------------- | -------------------------- | ------------------------------------------------------------- | ------------------------------- |
| 100-150                           | 90–120                       | 80-120                        | 70–130                     | 60–100                                                        | 40–60                           |

Учесталост пулса одређује се бројањем пулсних удара изнад радијалне артерије у 30 (помножено са два) или 60 секунди (код неправилног ритма срца). Ако је пулс изузетно неправилан због екстрасистола, пулс се може одредити аускултацијом и бројањем срчаних тонова изнад срца.

### Ритам пулса
Ритам артеријског пулса је трајање интервала између сукцесивних пулсних осцилација.

### Величина пулса
Величина артеријског пулса је амплитуда (величина или висина) осцилација зида артерије. У зависности од висине пулсног таласа он може бити:
- Пулс код кога пулсне осцилације долазе у једнаким времеснким интервалима (pulsus regularis).
- Пулс код кога пулсне осцилације долазе у неправилним временским интервалима (pulsus iregularis).
- Велики (висок) пулс (pulsus altus) - пипа се код болесника са инсуфицијенцијом аортних залистака.
- Филиформни пулс (рulsus filiformis)
- Занемарљив пулс (рulsus insensibilis)
- Парадоксални пулс (pulsus paradoxus) - карактерише се смањењем његове висине и пуноће у инспиријуму, и његовим повећањем у експиријуму (што је супротно од пулса код здравих људи). Пипа се код болесника са констриктивним перикардитрисом и пацијената са масовном емболијом у плућима

### Тврдоћа (тензија) пулса
Тврдоћа (тензија) артеријског пулса је притисак који треба извршити на зид артерије да би пулс престао. Поремећаји тврдоће артеријског пулса су:
- Тврди пулс (pulsus durus)
- Меки пулс (pulsus mollis)

### Пуноћа пулса
На основу промена пуноће крвног суда пулс може бити:
- Пуни пулс (рulsus plenus)
- Недовољно пуни пулс (рulsus vacus)

### Брзина пулса
Брзина артеријског пулса је трајање пулсне осцилације (брзина настанка пулсне осцилације, трајање и брзина нестанка пулса). Поремећаји брзине пулса (карактеристична је за одређена обољења крвних судова) су:
- Спори пулс (pulsus parvus) - пипа се код болесника са стенозом аортног ушћа.
- Брзи пулс (pulsus celerii) - пипа се код болесника са аортном инсуфицијенцијом
- Промена брзине пулса карактеристична је за одређена обољења крвних судова